# Maata Mahupuku

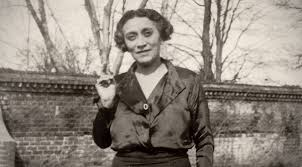
Maata Mahupuku
(ca. 1930)

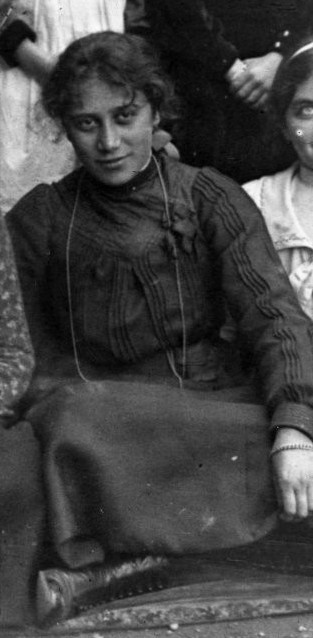
Maata Mahupuku
(2. Januar 1901)

Maata Mahupuku (* 10. April 1890 in Greytown, Region Wellington, Neuseeland; † 15. Januar 1952 in Palmerston North, Neuseeland) wird als eine Māori-Frau mit Mana von dem Stamm der Ngāti Kahungunu beschrieben. Sie fand Widerhall in einigen Romanen der neuseeländischen Schriftstellerin Katherine Mansfield.

## Frühes Leben
Maata Mahupuku wurde am 10. April 1890 als Tochter der Eheleute Emily Sexton und dem Schafzüchter Richard (Tiki) William Mahupuku in Greytown, der Region Wellington geboren. Sie hatte abstammungsmäßig Verbindungen zu den Ngāti Parera, Ngāti Hikawera und dem Hapū der Ngāti Kahungunu. Ihr Vater verstarb im September 1893, und ihre Mutter heiratete mit Nathaniel Grace, einem Schafzüchter aus [[Gladstone (Region Wellington)|Gladstone]], erneut. Maata besuchte möglicherweise die Gladstone School und wechselte entweder im Jahr 1899 oder im Jahr 1900 zur Fitzherbert Terrace School nach Wellington. Dort lernte sie Kathleen Mansfield Beauchamp kennen, die später als Schriftstellerin unter dem Namen Katherine Mansfield bekannt werden sollte. Beide freundeten sich an.
1904 starb Maatas Großonkel Hāmuera Tamahau Mahupuku, der ihr ein großes Vermögen hinterließ, aber für sie noch treuhänderisch verwaltet werden sollte. Bald darauf wurde Maata nach Paris geschickt, um dort eine Schule besuchen zu können. Sie lernte dort fließend Französisch und entwickelte ihr Gesangstalent. 1906 besuchte sie dann das Queen's College in London, wo sich Kathleen und sie erneut trafen und beschlossen füreinander ein Tagebuch zu führen. Später als Schriftstellerin verwendete Katherine Mansfield in der unveröffentlichten Geschichte: „Summer Idylle“ ein Tagebuch von Maata aus dem Jahr 1906. Es war die erste von mehreren Geschichten, in denen Maata auftauchte.
Als bekannt geworden war, dass der für sie treuhänderisch arbeitende Anwalt H. S. Izard aus Greytown ihr Geld veruntreut hatte, kehrte Maata 1906 zurück nach Neuseeland und obwohl nicht klar war, wie viel sie von den Geld zurückerlangen konnte, blieb ihr doch ein beträchtlich Fläche an Land. Katherine war Ende 1906 ebenfalls nach Neuseeland zurückgekehrt und traf sich bis zu ihrer Abreise nach England im Juli 1908 regelmäßig mit Maata und korrespondierte mit ihr.

## Ehe
1907 verlobte sich Maata mit dem Farmer George Stewart McGregor und am 5. Dezember 1907 heirateten sie in der St. Luke's Church in Greytown. Sie lebten eine Zeit lang in Wanganui, zogen dann aber wieder nach Greytown. Aus der Ehe gingen drei Kinder hervor, ein Sohn und zwei Töchter. 1914 endete die Ehe zwischen Maata und George Stewart McGregor. Am 24. Oktober desselben Jahres heiratete sie in Greytown den Witwer Thomas Asher. Er war māorischer, niederländischer und jüdischer Abstammung und besaß Land in der Region von Wairarapa. Doch auch diese Ehe hielt nicht ewig und wurde 1932 geschieden. Aus der Ehe gingen zwei Töchter hervor.

## Politik
Maata war eine begeisterte Anhängerin der liberalen Politik, wie es auch ihr Großonkel Tamahau gewesen war. Sie unterstützte den liberalen Kandidaten J. T. M. Hornsby während einer Wahlkampagne und fuhr ihn in ihrem Auto durch den Bezirk Wairarapa.

## Maata in der Literatur
Katherine veröffentlichte im Jahr 1918 das Buch „Kezia and Tui“, eine Geschichte, die offenbar auf Erinnerungen an ihre Freundschaft mit Maata beruhte. Nach dem Tod von Katherine im Jahr 1923 wurde bekannt, dass sie einen Roman mit dem Titel Maata begonnen hatte. In dem Werk waren Elemente von Maatas Erfahrungen zu erkennen und schien somit einen autobiografischen Ursprung zu haben. Maata gab an, im Besitz eines vollständigen Manuskripts des Romans sowie zahlreicher Briefe von Katherine Mansfield zu sein, veröffentlichte jedoch nichts von diesem Material.

## Die letzten Jahre
Nachdem Maata etwa 30 Jahre in Greytown gelebt hatte, zog sie anschließend nach Bulls, lebte dort mit einem Lebensgefährten zusammen und ließ sich später in Palmerston North nieder. Sie wurde als eine charmante, kultivierte, gastfreundliche und großzügige Frau beschrieben, war aber auch für ihren opulentem Stil und Extravaganz bekannt.
Maata Mahupuku Asher, wie sie zuletzt hieß, verstarb am 15. Januar 1952 im Alter von 61 Jahren in Palmerston North an einer Herzerkrankung.